# Adaejah Hodge
Adaejah Hodge, née le 13 mai 2006, est une athlète des îles Vierges britanniques qui concourt en tant que sprinteuse.

## Biographie
Originaire de Douglasville dans l'État américain de Géorgie, Hodge a poursuivi ses études à la Montverde Academy,. En 2022, elle a été désignée athlète de l'année de la Georgia High Schools Association.

## Carrière
En avril 2022, elle a dominé les épreuves féminines des moins de 17 ans lors des Jeux de la CARIFTA en Jamaïque en remportant les épreuves féminines du 100 m, du 200 m et du saut en longueur,.
Lors du New Balance National Indoor le 12 mars 2023, elle a réalisé une performance remarquable en établissant non seulement la meilleure performance mondiale cadet en salle sur 200 mètres, mais également un nouveau record du monde junior en salle avec un temps impressionnant de 22,33 secondes. (Cependant, ces records n'ont pas été officiellement ratifiés par World Athletics.) 
En avril 2023, elle a établi un nouveau record national junior au 100 mètres, en réalisant un temps de 11,12 secondes. Peu de temps après, dans le même mois, elle l'a de nouveau abaissé, en courant 11,11 secondes à Lubbock, au Texas.
Sélectionnée sur 200 mètres aux Championnats du monde d'athlétisme 2023 à Budapest en août 2023, elle a réalisé un record personnel de 22,82 secondes lui permettant d'accéder aux demi-finales. Cette performance remarquable l'a placée parmi les trois seules athlètes féminines des îles Vierges britanniques à réaliser cet exploit. Cependant, elle ne parviendra pas à se qualifier pour la finale,.
Elle est nommée porte-drapeau de la délégation des Îles Vierges britanniques aux Jeux olympiques d'été de 2024 à Paris aux côtés du skipper Thad Lettsome

## Palmarès
| Date | Compétition                   | Lieu | Résultat | Épreuve | Temps   |
| ---- | ----------------------------- | ---- | -------- | ------- | ------- |
| 2024 | Championnats du monde juniors | Lima | 2e       | 100 m   | 11 s 27 |

## Records
| Épreuves | Épreuves  | Temps   | Lieu       | Date            |
| -------- | --------- | ------- | ---------- | --------------- |
| 60 m     | En salle  | 7 s 27  | Boston     | 11 mars 2023    |
| 100 m    | Plein air | 11 s 11 | Lubbock    | 29 avril 2023   |
| 200 m    | Plein air | 22 s 82 | Budapest   | 23 août 2023    |
| 200 m    | En salle  | 22 s 33 | Boston     | 12 mars 2023    |
| 400 m    | Plein air | 53 s 26 | Carrollton | 14 mai 2022     |
| 400 m    | En salle  | 54 s 30 | Columbia   | 18 février 2022 |